# Kinglake (Victoria)
Kinglake is een plaats in de Australische deelstaat Victoria, 56 km ten noordoosten van het centrum van Melbourne, gelegen binnen de lokale bestuursgebieden van Murrindindi en Nillumbik. Bij de volkstelling van 2021 registreerde Kinglake een bevolking van 1.662 inwoners.
Het stadje was een van de zwaarst getroffen gebieden tijdens de bosbranden op Black Saturday in 2009.

## Locatie
Kinglake, bestaat uit bosgebied, landbouwgrond, een nationaal park en een stad. Het ligt in de Kinglake Ranges, onderdeel van de Great Dividing Range. De Kinglake Ranges variëren in hoogte van 525 tot 610 m boven zeeniveau. Veel delen van Kinglake bieden uitzicht op de skyline van Melbourne in het zuidwesten en de wijngaarden van de Yarra Valley in het zuiden, met op heldere dagen uitzicht op Port Phillip Bay ten zuiden van Melbourne. Kinglake is over het algemeen 3 °C kouder dan het grootstedelijk gebied van Melbourne, met zeer aangename zomers en zware vorst en af en toe sneeuwval in de winter.

## Geschiedenis
Goud werd ontdekt in 1861 op Mount Slide ten oosten van het gebied, dat bekend werd als Mountain Rush. Een postkantoor genaamd Mountain Rush opende op 7 mei 1862, maar sloot in januari 1863 omdat de mijnwerkers naar andere locaties trokken. Het stadje Kinglake werd veel later opgericht en werd vernoemd naar de Britse historicus Alexander William Kinglake, wiens acht-delige geschiedenis van de Krimoorlog recent was voltooid. Het postkantoor van Kinglake opende op 14 mei 1883.

## Bevolking
Bij de volkstelling van 2016 telde Kinglake 1.536 inwoners. 82,9% van de mensen was in Australië geboren en 89,9% sprak thuis alleen Engels. De meest voorkomende religieuze antwoorden waren "Geen religie" (48,5%) en rooms-katholiek (15,0%).

## Onderwijs
Onderwijsmogelijkheden voor inwoners van Kinglake zijn onder andere de staatsmiddelbare scholen Whittlesea Secondary College en Yea High School. Er zijn ook particuliere middelbare scholen beschikbaar via talrijke busdiensten die de stad bedienen. Basisscholen zijn onder andere Kinglake Primary, Middle Kinglake en Kinglake West Primary.

## Media
De lokale media bestaat uit Kinglake Ranges Radio (UGFM) 94.5FM en de Mountain Monthly - The Ranges News, een maandelijks gedrukte publicatie sinds 1981.

## Bosbranden
Kinglake heeft een lange geschiedenis van bosbranden bij extreme weersomstandigheden. Er waren verschillende bosbranden eind januari 2006, begin februari 2006, waarbij meer dan 1.500 hectare werd verbrand. De CFA, DSE Victoria en NSW-brandweer slaagden erin de brand tot stilstand te brengen. Belangrijke branden deden zich ook voor in het seizoen 1982-1983 en tijdens de jaren 1960. De grote branden van 1939 plaatsten de gemeenschap ook op risico, met een belangrijk ontstekingspunt in de buurt. In 1926 veroorzaakten grote branden in het gebied aanzienlijke verliezen, waarbij alleen het postkantoor overeind bleef.

### Bosbranden in 2009

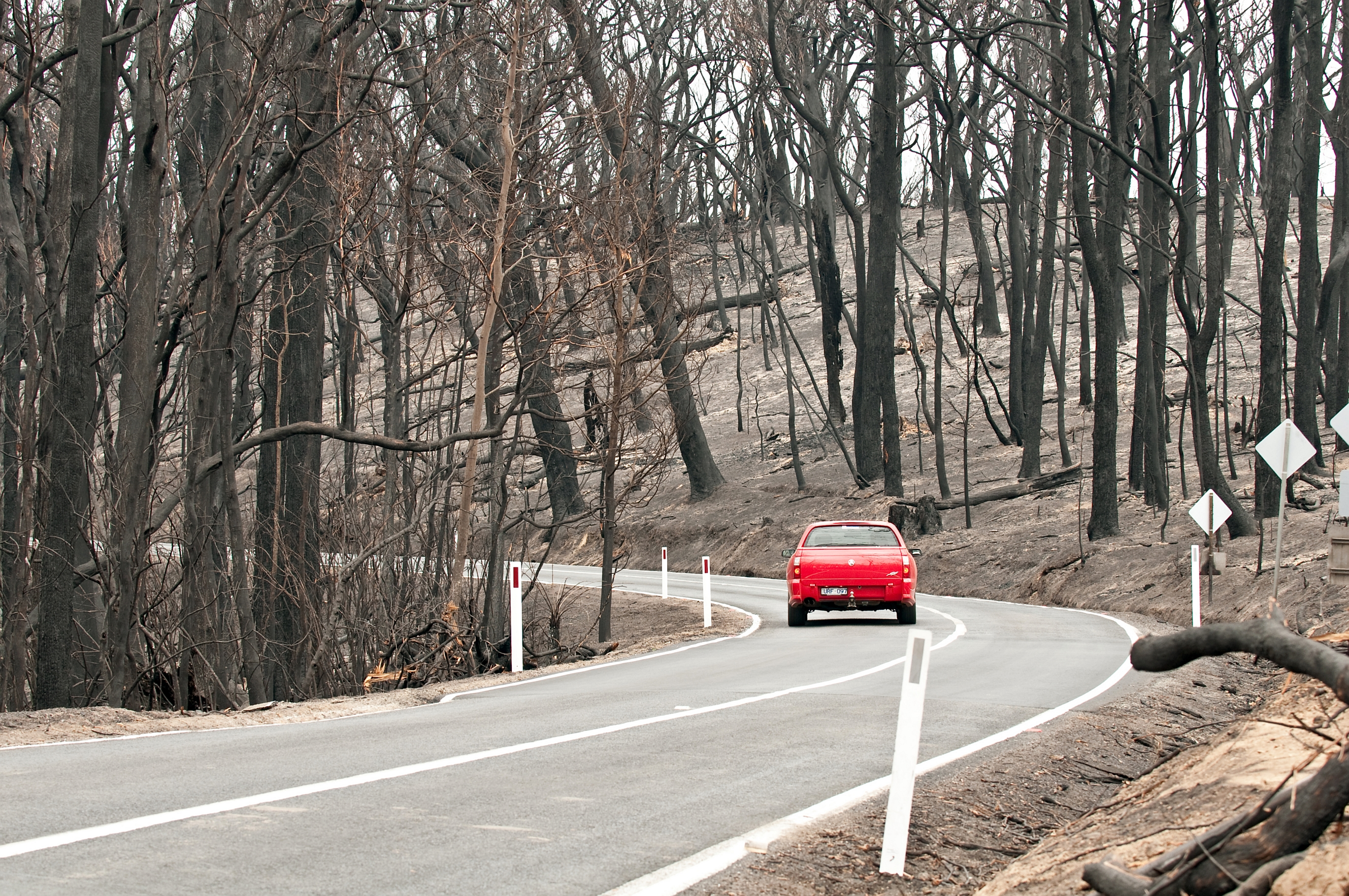
CSIRO ScienceImage 10344: De weg door het Kinglake National Park na de bosbranden op Black Saturday (2009).

Kinglake was een van de zwaarst getroffen steden tijdens de bosbranden op Black Saturday, waarbij 38 mensen stierven in Kinglake en Kinglake West, en meer dan 500 huizen werden verwoest. Onder de doden bevonden zich de lokale bewoner en voormalig GTV-9-nieuwslezer Brian Naylor en zijn vrouw Moiree. De oorzaak van de Kilmore East-Kinglake bosbrand werd door de Koninklijke Commissie inzake de bosbranden in Victoria in 2009 gevonden in een verouderde elektriciteitsleiding van SP AusNet, een energiedistributiebedrijf. In december 2014 keurde het Hooggerechtshof van Victoria een schikking van $494 miljoen goed in een juridische class action tegen SP AusNet en Utility Services Group. Het werd genoteerd als "de grootste schikking in de geschiedenis van Australië".